# タンデム自転車

タンデム自転車

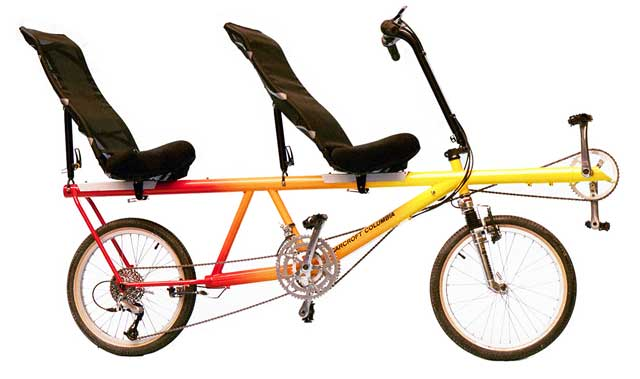
タンデム形式のリカンベント

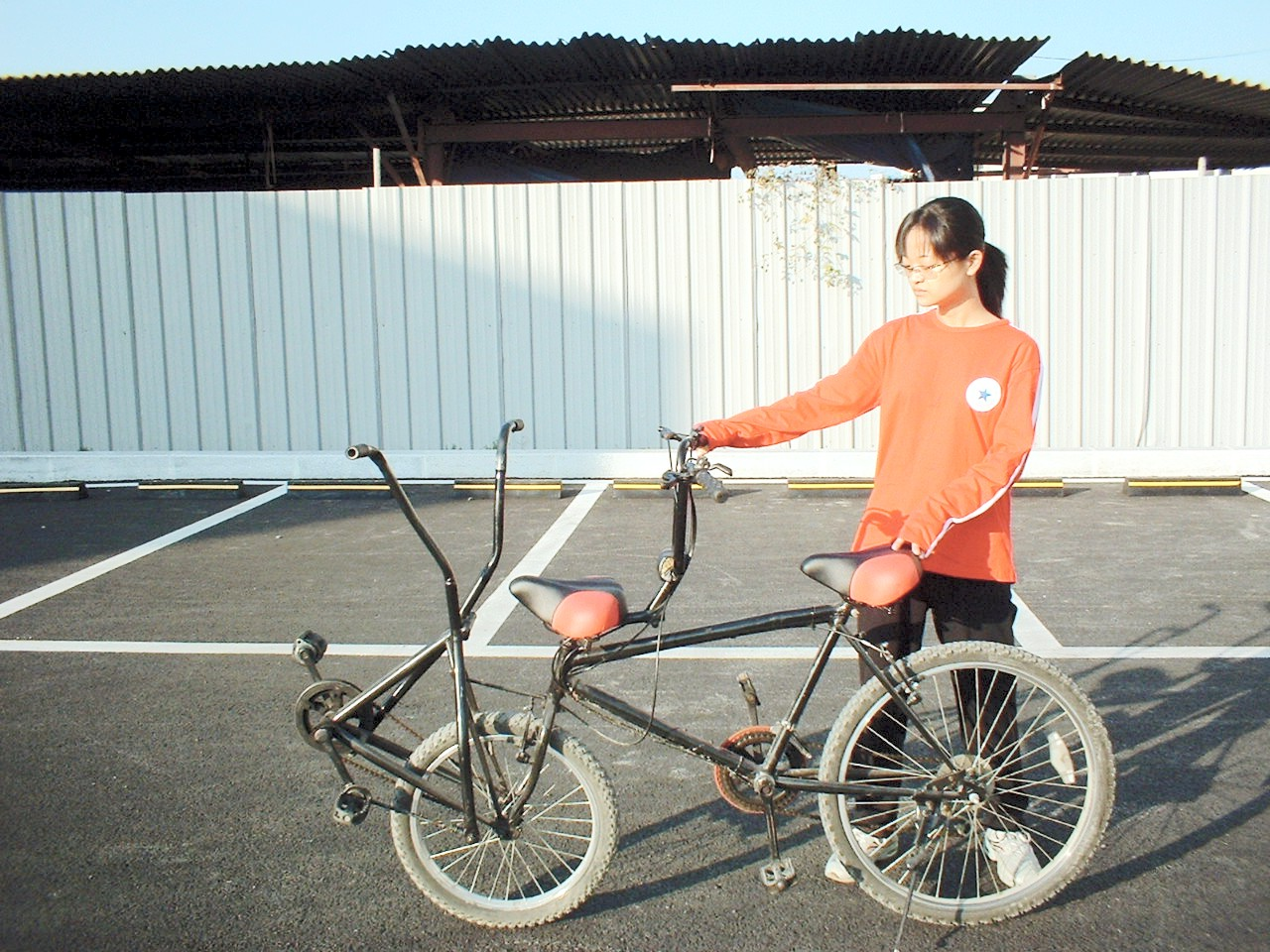
二輪駆動式（二輪駆動自転車）

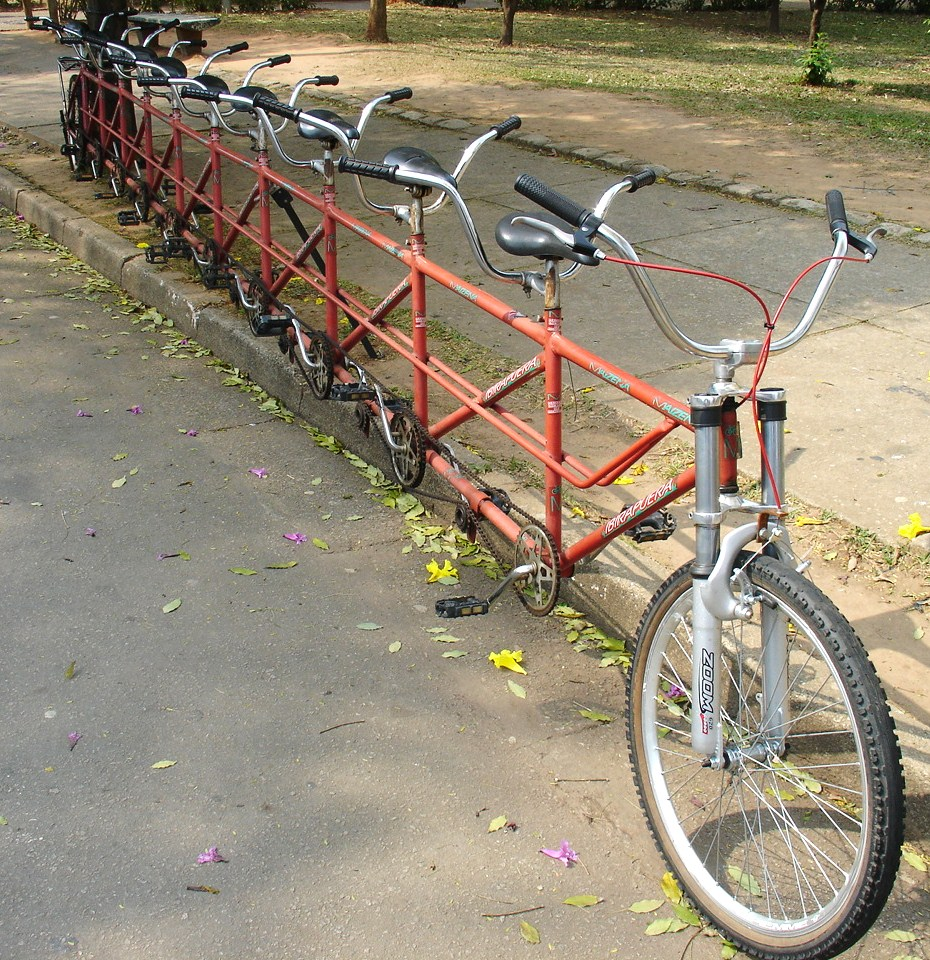
10人乗りのタンデム自転車

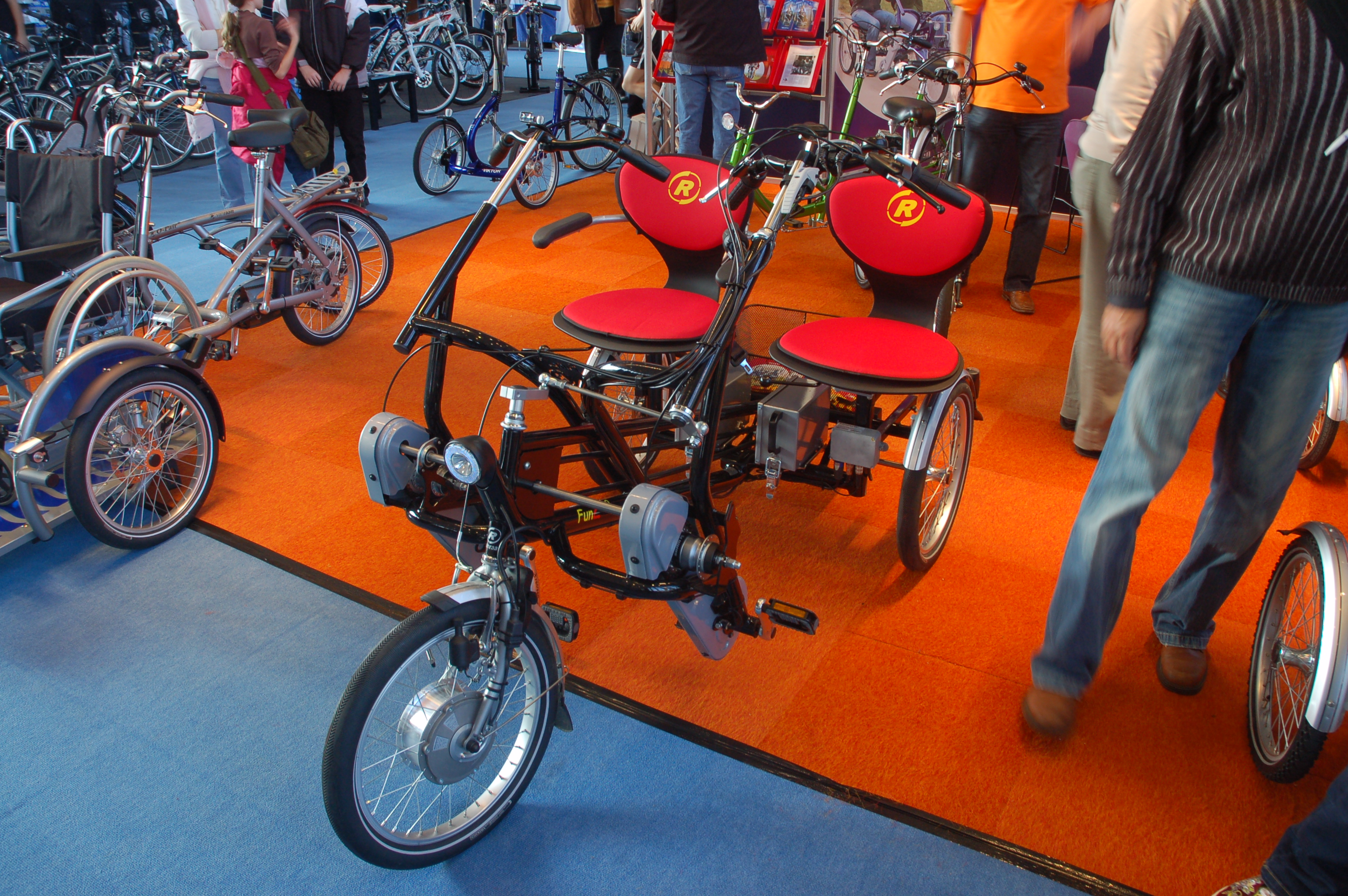
タンデム三輪車

タンデム自転車（タンデムじてんしゃ、英: tandem bicycle、繁: 協力車）は、複数のサドルとペダルを装備し、複数人が前後に並んで乗り同時に駆動することができる自転車。タンデム（tandem）とは英語で「座席が前後に二つ（以上）並んだ」という意味の形容詞で、オートバイの二人乗りや小型航空機の座席配置を指す際にもこの語が使われる。通常2人乗りだが、3人、4人、5人乗りのためのものもある。日本産業規格 JIS D 9111:2010（自転車—分類及び諸元）や道路標識などではタンデム車と表記される。タンデム自転車に複数人が乗るサイクリングを特にタンデムサイクリングと呼ぶ。それぞれがペダルを踏むため、1人乗りよりも強い力が出る。2人以上でペダルを回すことで合計の出力は倍になり、かつ後ろ側に乗車した人は空気抵抗を受けにくいために、２人で別々に1人乗りの自転車に乗るより相乗効果が発揮され高速走行に有利である。
サドルが左右に並んだサイド・バイ・サイドの自転車はSociableと呼ばれる。

## 歴史
19世紀に一時爆発的に流行したことがあったが、第一次及び第二次世界大戦をはさんで、すたれていった。しかし技術の進歩により、構成部品の性能が著しく向上したこともあり、さまざまな車種で登場している。ランドナー、マウンテンバイク、ロードバイクはもとよりリカンベントなどにも存在する。

## 一般の自転車との相違点
最前部に乗車する人はキャプテンまたはパイロット、それ以外の後部に乗車する人はストーカー（英: Stoker）またはコパイロット（英: co-pilot）と呼ばれる。キャプテン・コパイの呼称関係は飛行機と同じ（機長・副操縦士。機長が主導権を握り、副操縦士は支援に回る）。
2人乗りのタンデム自転車は、2人で漕ぐことにより出力が2倍になる一方で空気抵抗はあまり増えないので、1人乗り自転車と比較して高速での走行が可能となる。一方、2人分の体重や脚力に対応するために丈夫な構造が求められるために車重は重く、登坂などは軽量な素材が使われた1人用自転車に劣る。また長いホイルベースにより高速での安定性に優れるが、低速走行や小回りは不安定で苦手である。

### クランクセット
クランクは搭乗者の数と同じ数だけ取り付けられており、2人乗りのタンデムでは2組のクランクが用いられている。クランク間を結合するチェーンのかけ方によって2種類に分けられている。
- パラレル（シングルサイド）ドライブ - キャプテン、ストーカーのクランク間が車体右側で連動する構造。
- クロスオーバードライブ - キャプテン、ストーカーのクランク間が車体左側で連動する構造。左右両側に歯車があるクランクと、片側に歯車があるクランクを、組み合わせて用いる。

クロスオーバードライブ用のクランクは、ストロングライトなどのメーカーより製造販売がされている。

### チェーン
一般の自転車ではチェーンのゆるみを取るために、後輪軸の位置を移動できるようにし、チェーン引きというねじで張力を調整する。タンデムの場合もストーカー側のチェーンの張りはこの方法で調整できるが、キャプテン―ストーカー間のチェーンの張りの調整ができない。そのためチェーンテンショナーというばねの付いた部品で張力を調整するか、キャプテン側のクランク取り付け部にエキセントリックハンガーという位置調整のできる特殊な部品を使って張力を調整する。

### ブレーキ
一般の自転車より重いタンデム車ではブレーキも特殊であり、搭乗者分の積載重量を考慮したタンデム専用ブレーキを用いる。例えば、前後二つのブレーキを一つのブレーキレバーで操作できるようにした2本引きのブレーキレバーと、前輪用のブレーキレバーと組み合わせて使った3本ワイヤー式のものや、ドラッグブレーキといったものを使うことがある。タンデムに適した強力な制動力を得る用に設計された、専用ブレーキ（かつてはマファック社タンデムブレーキ、マキシカ（Maxi~Car）社タンデム用大径内拡式ブレーキ）が利用される。

### ホイール
ホイールは2人分の体重と脚力に対応するために、40本または48本（場合によっては56本）のスポークを使い、後輪のオーバーロックナット寸法は145〜160mmと一般の自転車より幅の広いものが利用される。ハブには、一般の自転車よりも太いハブ軸が用いられる。

## 競技

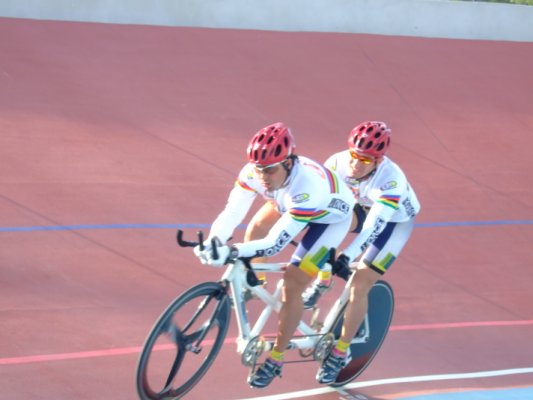
トラックを走るタンデム自転車

自転車競技のトラックレースには、タンデムスプリントという種目がある。オリンピックでは1972年のミュンヘンオリンピックまで、世界選手権自転車競技大会では1994年のイタリア・パレルモ大会まで実施種目であった。日本では今日でも全日本学生選手権自転車競技大会、全日本大学対抗選手権自転車競技大会といった大学生の大会において実施されている。
障害者スポーツとしてのパラサイクリングでは、視覚障害クラスの競技としてロード、トラックともタンデム自転車を使用したレースが実施されている。この場合、健常者がパイロット（前乗り選手）として前席に乗り、視力障害者のサイクリストはストーカーとして後席に乗り競技を行う。タンデム自転車を使用したパラサイクリング競技が行われる代表的な大会として、国際的なものではパラリンピックのほかUCIパラサイクリング世界選手権、日本国内のものでは日本障害者自転車競技大会・日本パラサイクリング選手権などが挙げられる。

## 日本国内での扱い

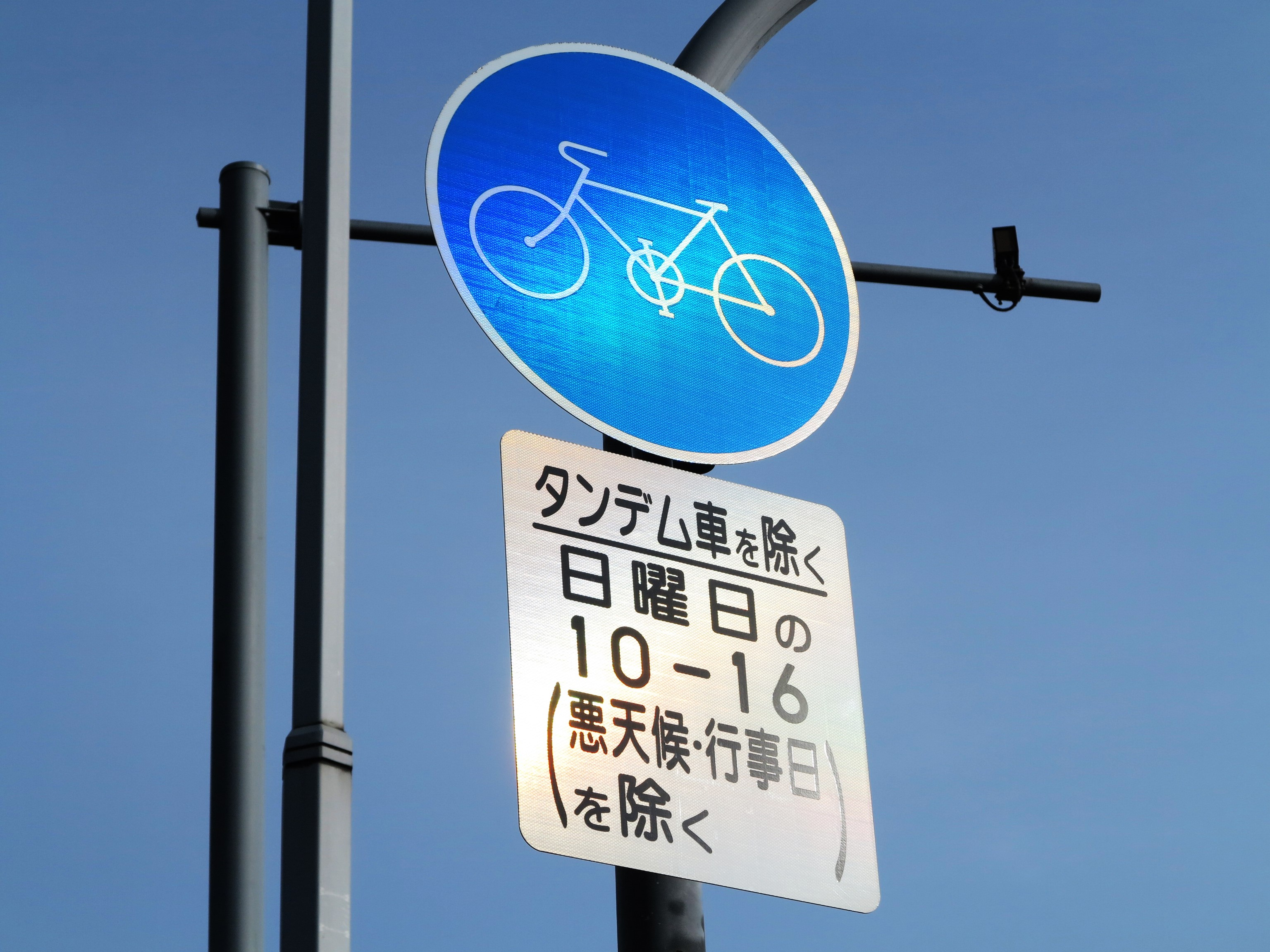
「自転車専用(325の2)」の道路標識（東京都千代田区）
この本標識は一定の時機に限り「普通自転車以外の車両の通行を禁止する」効果があるが、補助標識の「タンデム車を除く」があるので、タンデム自転車を本標識の規制から除外しており、結局として通行可能としている。規則に基づき、前掲「一定の時機」以外の時機においてはタンデム乗車は禁止される。

公道走行については後述のように地域ごとに規制がある。タンデム自転車はレジャー用に利用されるほか、視覚障害者でもサイクリングを楽しめる手段として活用されている。公園や特設コースなど、一般に開放されないコースでレンタサイクルとして貸し出されていることが多い。

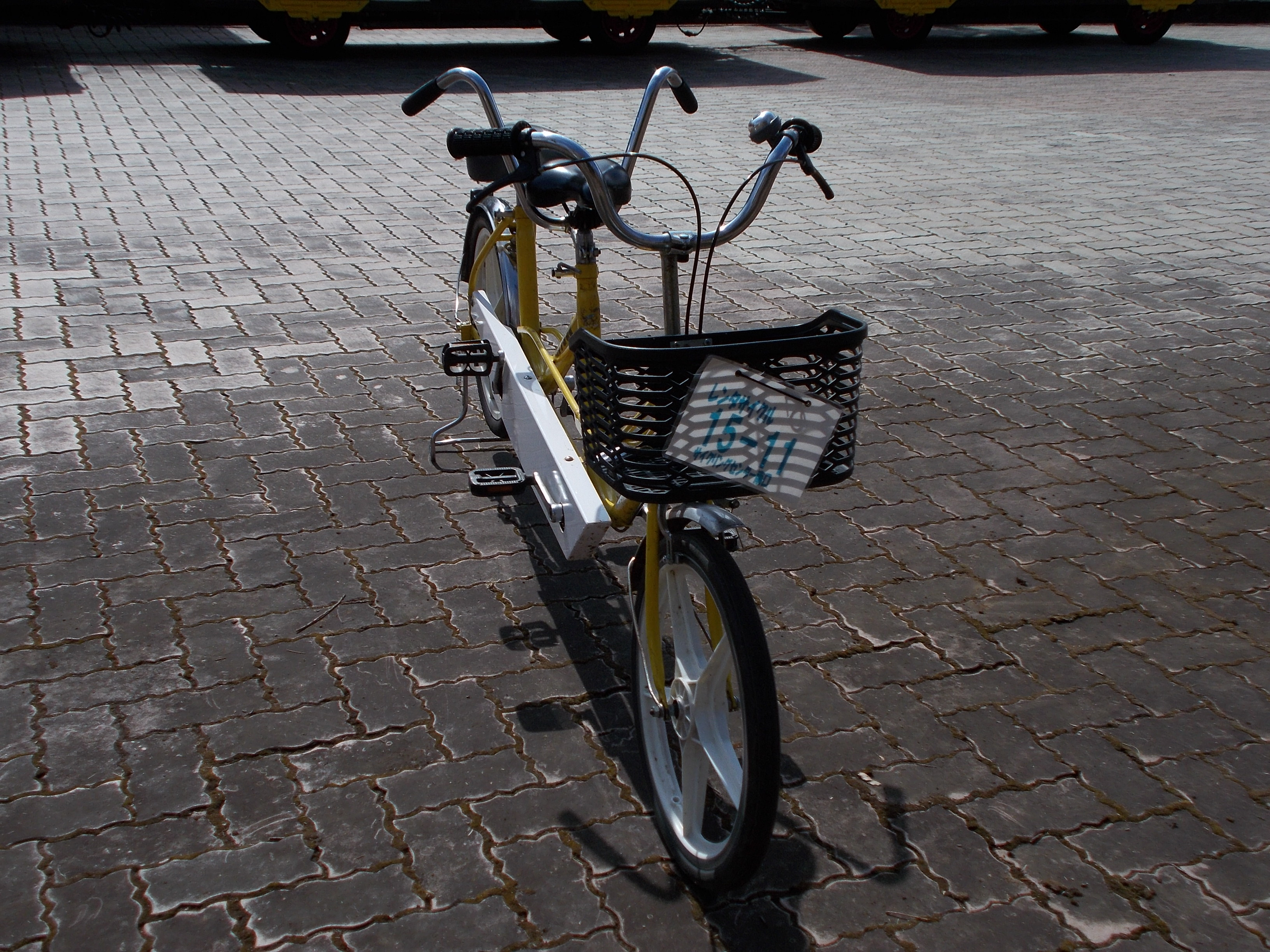
2人乗りのタンデム自転車（秩父ミューズパーク）

### 法令上の扱い
日本の道路交通法では、乗車装置（幼児用を除く）が一つ、全長190センチメートルまでのもののみを普通自転車として定めている。道路標識・道路標示の補助標識などにおいて、単に「自転車」とある場合は普通自転車のみのことを指す。
よってタンデム自転車はその範囲に含まれないため、歩道通行などは認められない。
なお補助標識に「自転車を除く」とある場合は、法令的に「普通自転車を除く」の意味となり、タンデム自転車はその規制除外対象とはならない。
いっぽう、補助標識に「軽車両を除く」とある場合には、字義通り「軽車両を除く」の意味となり、軽車両はタンデム自転車含む全ての自転車を含むので、タンデム自転車はその規制除外対象となる。
かつては各都道府県公安委員会が設定する道路交通法施行細則または道路交通規則などといった規則により、自転車専用道路等を除く一般公道でのタンデムサイクリングが禁止されている場合があったが2023年7月の東京都での公道走行解禁ですべての都道府県の公道を走行可能となった。

### 都道府県別の状況
| 都道府県名 | タンデム自転車の取扱い（色付きは2人乗りの2輪タンデム自転車による一般公道走行可） |
| ---------- | --- |
| 北海道     | 2020年4月1日 一般道での走行解禁 |
| 青森県     | 2019年11月29日 一般道での走行解禁 |
| 岩手県     | 2021年8月1日 一般道での走行解禁 |
| 宮城県     | 2020年4月1日 一般道での走行解禁 |
| 秋田県     | 2021年8月1日 一般道での走行解禁 |
| 山形県     | 2009年7月17日一般公道走行解禁。タンデム車の乗車装置に応じた人員を乗車させることが可能。幼児2人同乗用自転車の解禁と同時にタンデム自転車の公道通行が認められるようになった。山形県でも兵庫県同様、以前からサイクリングロードで視覚障害者タンデム自転車サイクリング大会が行われていた。 |
| 福島県     | 2019年11月1日一般公道走行解禁。 |
| 茨城県     | 2019年4月1日一般公道走行解禁 (PDF) 。 |
| 栃木県     | 2019年12月1日一般公道走行解禁 (PDF) |
| 群馬県     | 2015年8月一般公道走行解禁。二人までならば利用可能 (PDF) 。 |
| 埼玉県     | 2021年7月1日 一般道での走行解禁 |
| 千葉県     | 2018年4月1日一般公道走行解禁。 |
| 東京都     | 2023年7月一般公道走行解禁 |
| 神奈川県   | 2023年4月1日一般公道走行解禁。 |
| 新潟県     | 2014年4月1日一般公道走行解禁。タンデム車のうち、2人乗り用としての構造を有し、かつ、ペダル装置が縦列に設けられた自転車に運転者以外の者1人を乗車させている場合には一般公道を走行できる。運転者以外の者を並列に乗車させる構造を有する乗車装置に1人又は2人を乗車させている場合にも一般公道を走行できる（並列に乗車する構造であれば運転者及び運転者以外の者2人の計3人まで利用可能）。 |
| 富山県     | 2016年4月1日公道走行解禁。 |
| 石川県     | 2020年11月13日 一般道での走行解禁 |
| 福井県     | 2020年12月15日 一般道での走行解禁。 |
| 山梨県     | 2018年4月1日一般公道走行解禁。 |
| 長野県     | 1978年11月一般公道走行解禁。2人乗り用としての構造を有する自転車に運転者以外の者1人を乗車させる場合には一般公道を走行できる。また、三輪の自転車に、その乗車装置に応じた人員を乗車させ利用することができる。タンデム自転車に関する規定は日本で最も古く、当時から軽井沢で行われていたタンデム自転車のレンタルを後追いするように設定されたものである。 |
| 岐阜県     | 2021年1月1日 一般道での走行解禁 |
| 静岡県     | 2016年12月1日公道走行解禁。 |
| 愛知県     | 2015年4月公道走行解禁。運転者のための乗車装置及び一の運転者以外の者のための乗車装置を有する二輪の自転車の運転者が運転者以外の者のための乗車装置に一人を乗車させている場合には一般公道を走行できる。また、三輪の自転車であれば運転者はその乗車装置に応じた人員を乗車させ一般公道を走行することができる。 |
| 三重県     | 2020年8月1日公道走行解禁。同日以降2人乗り用としての構造を有し、かつ、ペダル装置が縦列に設けられた自転車は一般道路を通行できる。 |
| 滋賀県     | 2018年4月1日一般公道走行解禁。 |
| 京都府     | 2015年11月20日一般公道走行解禁。タンデム車のうち、2人乗り用としての構造を有し、かつ、ペダル装置が縦列に設けられた自転車に運転者以外の者1人を乗車させている場合には一般公道を走行できる。3輪の自転車にその乗車装置に応じた人員を乗車させている場合にも一般公道を走行できる。なお、自転車専用道路であれば、その乗車装置に応じた人員を乗車させることができる。 |
| 大阪府     | 2016年8月1日一般公道走行解禁。三輪であれば利用可能だったが、2016年8月1日より二輪の公道通行が解禁された。 |
| 兵庫県     | 2008年7月1日一般公道走行解禁。運転者以外の者の用に供する一の乗車装置を備える自転車の運転者が、その乗車装置に1人を乗車させている場合には一般公道を走行できる（2人までならば利用可能）。なお、他人の需要に応じ、有償で、自転車を使用して旅客を運送する事業の業務に関し、当該業務に従事する者が、2人以下の人員をその乗車装置に応じて乗車させている場合にも一般公道を走行できる（つまり有償運送の場合は運転者のほか旅客2人を乗せて3人乗りまで利用可能）。武庫川サイクリングロードで18年続いている視覚障害者など自転車に1人では乗れない人達を交えたイベント「兵庫タンデムサイクリングを楽しむ会」（兵庫県障害者タンデムサイクリング協会主催）による成果といわれる。                                                    |
| 奈良県     | 2020年4月1日 一般道での走行解禁 |
| 和歌山県   | 2020年12月20日タンデム自転車（2人乗り用としての構造があり、ペダル装置が縦列に設けられた自転車）の一般公道走行を解禁。 |
| 鳥取県     | 2021年4月1日 一般道での走行解禁 |
| 島根県     | 2017年4月1日一般公道走行解禁。 |
| 岡山県     | 2020年4月1日一般公道走行解禁。 |
| 広島県     | 2010年10月1日一般公道走行解禁。タンデム車のうち、2人乗り用としての構造を有し、かつ、ペダル装置が縦列に設けられた自転車に乗車させる場合には2人まで利用可能。なお、自転車専用道路であれば乗車装置に応じた人員を乗車させることができる。加戸守行愛媛県知事は7月23日に湯崎英彦広島県知事にも解禁を提案し、広島県でも道路交通法施行細則を改正して2010年10月1日からタンデムの公道通行が認められることとなった。これにより両県を結ぶしまなみ海道サイクリングロード全線でのタンデムサイクリングが可能となった。 |
| 山口県     | 2018年4月1日一般公道走行解禁。 |
| 徳島県     | 2020年10月6日一般公道走行解禁。 |
| 香川県     | 2021年3月16日 一般道での走行解禁 |
| 愛媛県     | 2010年8月1日一般公道走行解禁。タンデム車のうち、2人乗り用としての構造を有し、かつ、ペダル装置が縦列に設けられた二輪又は三輪の自転車に運転者以外の者1人を乗車させている場合には一般公道を走行できる。なお、自転車専用道路又は自転車歩行者専用道路であれば乗車装置に応じた人員を乗車させることができる。また、他人の需要に応じ有償で自転車を使用して旅客を運送する事業の業務に従事する者が1人又は2人の者をその乗車装置に応じて乗車させている場合には一般公道を走行できる（つまり有償運送の場合は運転者のほか旅客2人を乗せて3人乗りまで利用可能）。愛媛県では今治市の特定非営利活動法人「シクロツーリズムしまなみ」の働き掛けで道路交通規則が改正され、2010年8月1日より県内全域で2人乗りタンデム自転車が解禁された。 |
| 高知県     | 2018年9月1日一般公道走行解禁。 |
| 福岡県     | 2018年9月4日 一般道での走行解禁 |
| 佐賀県     | 2013年12月1日一般公道走行解禁。タンデム車のうち、2人乗り用としての構造を有し、かつ、ペダルが縦列に設けられた自転車は一般公道を走行できる。なお、他人の需要に応じ、有償で、自転車を使用して旅客を運送する事業の業務に関し、当該業務に従事する者が1人又は2人の者をその乗車装置に応じて乗車させるときも一般公道を走行できる（つまり有償運送の場合は運転者のほか旅客2人を乗せて3人乗りまで利用可能）。2013年6月、佐賀市出身でトライアスロン世界選手権の視覚障害者部門で優勝した栁川春己よりタンデム自転車に関する提案を受けた県警は、その後の試走により公道走行に問題がないと判断、同年11月12日の道交法施行細則改正を経て翌月よりタンデム自転車の公道走行が可能となった。                                             |
| 長崎県     | 2021年10月8日 一般道での走行解禁 |
| 熊本県     | 2020年4月1日 一般道での走行解禁 |
| 大分県     | 2017年3月14日一般公道走行解禁。 |
| 宮崎県     | 2012年11月12日一般公道走行解禁。タンデム自転車のうち、2人乗り用としての構造を有し、かつ、ペダル装置が縦列に設けられた自転車は一般公道を走行できる。一般公道の走行を認めていた他県でタンデム自転車による事故がないことや、5回の試験走行で安全性が確認できたことから、県公安委員会が道路交通法施行細則を改正、2012年11月12日にタンデム自転車の一般道路での通行が解禁された。 |
| 鹿児島県   | 2018年11月1日一般公道走行解禁。 |
| 沖縄県     | 2020年9月25日 一般道での走行解禁 |

## タンデム自転車で世界一周した夫妻
タンデム自転車は、冒険の要素を含んだ自転車旅行に使用されることがある。日本人では1997年6月から2007年11月の10年5カ月、タンデム自転車で世界88カ国、約10万5000キロを走破した宇都宮一成・トモ子夫妻や、2004年7月から2005年1月、2007年4月から2009年6月の2回に分けて、タンデム自転車で世界43カ国、約2万6000キロを走行した青木史也・直美夫妻がいる。

## タンデム自転車で日本一周
2021年から2022年にかけてタンデム自転車で日本全国47都道府県、約1万キロを走破したトレートペリピという2人がいる。長年タンデム自転車の走行が禁止されていたため、日本で初めてタンデム自転車で日本一周したことになる。

## 関連書籍
- 宇都宮一成、トモ子『世界でいちばん長いハネムーン : 10年間、88ヶ国をめぐるタンデム自転車の旅』風濤社、2010年。ISBN 9784892193286。
- 青木史也『ちゃんと漕げ!』彩図社、2010年。ISBN 9784883927661。